# Enys Men
Enys Men (en còrnic illa de pedra) és una pel·lícula esperimental de terror popular psicològic britànica del 2022 rodada, composta, escrita i dirigida per Mark Jenkin. Rodada en 16 mm, és protagonitzada per Mary Woodvine, Edward Rowe, Flo Crowe i John Woodvine.
La pel·lícula es va rodar durant el confinament pel COVID-19, i la tripulació va prioritzar la creació d'una petita empremta de carboni durant la producció. Enys Men es va estrenar a la secció Quinzena de Cineastes del 75è Festival Internacional de Cinema de Canes.

## Argument
Ambientada l'any 1973 en una illa deshabitada de la costa de Cornualla, les observacions diàries d'una flor rara d'un voluntari de la vida salvatge es converteixen en un viatge metafísic que obliga tant a ella com a l'espectador a qüestionar què és real i què és un malson. Té una relació nebulosa amb un menhir sinistre, una adolescent que pot ser la seva filla o jo més jove, un misteriós predicador que pot ser el seu pare, un grup de dones grans i un altre grup de noies joves, una col·lecció de miners fantasmals que ronden els túnels de l'illa i el seu únic contacte humà, un pescador del qual podria haver estat enamorada.

## Repartiment
- Mary Woodvine com a la voluntària
- Edward Rowe com el barquer
- John Woodvine com a el predicador
- Joe Gray com el minaire
- Loveday Twomlow com el nen
- Callum Mitchell com a enginyer de so

## Producció
La pel·lícula es va rodar en 21 dies durant el confinament pel COVID-19, que va requerir un equip més petit del que estava previst. La tripulació es va proposar que la producció tingués una empremta de carboni baixa, produint només 4,55 tones de CO2 (en comparació amb unes 3.000 tones per a una pel·lícula típica), que era compensada.

## Estrena
Enys Men es va estrenar a la secció Quinzena de Cineastes del 75è Festival Internacional de Cinema de Canes. In Bodmin, the film's opening night sold out within hours, and the film was a box office success for cinemas across Cornwall.
Neon va comprar els drets de distribució nord-americans.

### Promoció
La pel·lícula es va promocionar bilingüe, amb pòsters produïts tant en anglès com en còrnic. Es pensava que era la primera instància d'un llargmetratge distribuït amb pòsters còrnics.

### Recepció crítica
Al lloc web de l'agregador de ressenyes Rotten Tomatoes, el 80% de les crítiques de 94 crítiques són positives, amb una valoració mitjana de 6,8/10. El consens del lloc web diu: "Si els misteris de la seva història són, en última instància, menys convincents del que podrien semblar, l'estètica retro d'Enys Men i els elements visuals intrigantment abstractes fan d'això una delicia freda per als aficionats al terror". A Metacritic, la pel·lícula té una puntuació mitjana ponderada de 78 sobre 100, basada en 15 crítics, el que indica "crítiques generalment favorables".
Mark Kermode, en una ressenya de The Guardian, va donar a la pel·lícula cinc estrelles qualificant-la de "un retrat ricament autèntic de Cornualla" i dient que l'actuació de Woodvine era "senzillament fascinant". Adam Scovell, escrit per a Adam Scovell, 20 de gener de 2020] que la pel·lícula era "una expressió perfecta i anti-romàntica de l'estranyisme de Cornualla".
En un article per a Far Out, Calum Russell va escriure que Enys Men se sent "com la continuació espiritual de Bait", la pel·lícula anterior de Jenkin, i "més com una instal·lació artística innovadora que una peça de ficció narrativa".

### Premis
| Any  | Associació                                                 | Categora                | Nominat     | Result    | Ref.   |
| ---- | ---------------------------------------------------------- | ----------------------- | ----------- | --------- | ------ |
| 2022 | 75è Festival Internacional de Cinema de Canes              | Quinzena dels Cineastes | Mark Jenkin | Nominat   | [ 13 ] |
| 2022 | Festival Internacional de Cinema d'Atenes                  | Millor pel·lícula       | Mark Jenkin | Nominat   | [ 14 ] |
| 2022 | BFI London Film Festival                                   | Millor pel·lícula       | Mark Jenkin | 66è lloc  | [ 15 ] |
| 2022 | LV Festival Internacional de Cinema Fantàstic de Catalunya | Millor pel·lícula       | Mark Jenkin | Nominat   | [ 16 ] |
| 2023 | Premis British Independent Film                            | Millor so               | Mark Jenkin | Guanyador | [ 17 ] |
| 2023 | The Guardian's Best Films                                  | The Best Film (Juny)    | Mark Jenkin | Guanyador | [ 18 ] |
| 2023 | IndieLisboa International Independent Film Festival        | Millor pel·lícula       | Mark Jenkin | Nominat   |        |

### Mitjans domèstics
Enys Men es va publicar en format dual Blu-ray i DVD el 8 de maig de 2023 a través de la distribució del BFI..